# Јуро Керошевић
Јуро Керошевић (Хусино, код Тузле, 1900 — Тузла, 8. мај 1986), рудар и револуционар, учесник Хусинске буне и Народноослободилачке борбе.

## Биографија
Рођен је 1900. године у селу Хусино, код Тузле. Потицао је из сиромашне продице, па се већ са шеснаест година морао запослити у солани у Тузли. Годину дана касније почео је да ради као рудар у руднику Крека.
Живот рудара тих година пратили су тешки и неподношљиви услови рада, оскудица животних намирница, бедни станови, као и забрана било какве политичке активности. Као млади рудар, Јуро је читањем брошура, радничких новина, прогласа и летака добио прва сазнања о радничком покрету. Године 1919. упознао се са Митром Трифуновићем Учом, борцем за радничка права који је тада држао радничке зборове на којима је говорио о тешком животу и израбљивању радника, али и о победи Октобарске социјалистичке револуције и њеним циљевима.
Убрзо потом Јуро је постао члан синдикалне подружнице рудара Креке, која је основана тих дана. Ту се упознао и са Фрањом Резачем, Драгом Жељезником и Иваном Брачуном, који су руководили радом ове подружнице. Током 1920. године КПЈ је веома активно деловала међу рударима Креке - сваке недеље су рудари одржавали своје зборове у Радничком дому у Креки, на којима су расправљали о свом положају. Такође су биле организоване и културно-забавни програми, праћени игранкама и поселима. Јуро је био активни учесник свих ових акција. У чланство Комунистичке партије Југославије (КПЈ) примљен је првог дана познатог рударског штрајка у Босни и Херцеговини 21. децембра 1920. године.

### Хусинска буна и робија
Крајем 1920. године, рудари Босне и Херцеговине су започели преговоре са Земаљском владом БиХ око повећања надница рударима и побољшања услова живота. Пошто је влада одбила да им повећа зараде рудари су 21. децембра ступили у штрајк. Био је то један од највећих рударских штрајкова у коме је учествовало преко 7.000 рудара из неколико босанскохерцеговачких рудника - Креке, Љубије, Брезе, Зенице, Какња и др. У току штрајка власти су одлучиле да из рудника Креке иселе рударе Словенце, који су имали своју колонију у Креки. То је изазвало револт рудара који се претворио у познату Хусинску буну.
Јуро Керошевић је био активни учесник ове буне, а заједно са Туњом Миљановићем организовао евакуацију 65 породица рудара Словенаца и њихово смештање по кућама код сељака у Хусину. Штрајкачки одбор тада је ангажовао Јуру да организује стражарску и патролну службу, која је обилазила околна насеља мотрећи да не дођу жандарми.
Први сукоб између рудара и жандарма избио је 26. децембра. Њега је испровоцирао жандармеријски наредник Петар Ковачевић, а у њему је тешко рањен жандар Ђорђе Рељић, који је на путу ка болници умро. Власт је ово случајно убиство искористила за употребу силе - жандармерија и војска су силом угушиле штрајк, а резултат је био шесторо мртвих и 369 ухапшених рудара. Међу ухапшенима је био и Јуро, који је био оптужен за убиство жандарма. Овај штрајк и рударска побуна су били један од повода за доношења Обзнане којом је забрањен рад КП Југославије.
Почетком 1922. године, после пуне године проведене у притвору, заједно са још 19 рудара је био изведен пред суд који их је 16. фебруара прогласио кривима, а Јуру осудио на смрт вешањем. Убрзо потом је још једном изведен пред суд, да би му саопштили да је његова молба одбијена. Пошто је унапред знао да ће његова молба за помиловањем бити одбијена, желео је да излазак пред суд искористи да убије председника суда, који му се замерио у току поступка. У затвору је успео да од једног затвореника, који је са њим био у ћелији, набави нож - ћакију. Пошто председник суда није био присутан, Јуро се одлучио да у знак протеста у судници изврши самоубиство. Оно је било спречено интервенцијом жандарма, који су били са њим у пратњи, али је и поред тога себи нанео озбиљне повреде.
Трагична судбина Јуре Керошевића није оставила равнодушном радничку класу, као ни многе друге грађански расположене становнике Краљевине СХС. Комунистичка партија је самостално, али и преко синдиката повела борбу за Јурино помиловање. Овој акцији су се касније придружили и студенти. Широм земље, али и у иностранству су се ређале акције за његово помиловање. О њему се расправљало и на Четвртом конгресу Комунистичке интернационале у Москви, када је 30. новембра 1922. године позван пролетаријат свих земаља да подржи борбу југословенског пролетаријата за помиловање Јуре Керошевића.
Под притиском југословенске и међународне јавности краљ Александар Карађорђевић је 4. децембра 1922. године донео Указ о помиловању Јуре Керошевића, којим му је смртна казна замењена двадесетогодишном робијом. Казну је издражавао у затвору у Зеници. Током робијања упознао се са многим револуционарима, који су такође затварани у овом затвору, а пре свега са Златком Шнајдером и Николом Петровићем. На робији је од Леополда Фолчака, инвалида који је био затворен због фалсификовања, изучио резбарски занат. Током робијања добио је новчану помоћ од Партије, коју је од народа сакупљао и слао му Митар Трифуновић Учо.
После пуних седмамнаест година проведених у затвору, Јуро је 1937. године пуштен на слободу. По повратку у родно место бавио се резбарским занатом, који је усавршио до уметничке вредности, а касније се опет запослио као рудар. Повезао и са члановима КПЈ који су деловали у овом крају - Петром Миљановићем, Пашагом Манџићем, Миланом Гаврићем, др Мустафом Мујбеговићем, Јуром Бегићем и другима. Они су га као познатог револуционара, који је био на оку полицији, саветовали да мирује и да се не укључује у партијску активност.

### Народноослободилачка борба
Почетак Другог светског рата у Југославији, априла 1941. године затекао је Јуру Керошевића као рудара у руднику Бусиње. Почетком маја, заједно са групом радника из рудника је био послат у Сремску Рачу, где су радили на поправци магацина за смештај угља. Када се у августу вратио у Хусино, група Хусињана, као и неколико рудара из Креке, предвођена Јуриним синовцем Мијом Керошевићем Гујом отишла на слободну територију на Озрену, где су приступили партизанима. Усташе су тада ухапсиле 52 рудара и сељака из Хусина, међу којима и Јуру, али после двадесетак дана малтретирања у усташкој полицији сви су били пуштени.
Потом је наставио да ради у руднику, илегално сакупљајући помоћ за партизане, политички делујући међу рударима и сељацима на популаризацији Народноослободилачког покрета. Одржавао је и везу са партизанима из Шековића. У лето 1942. године, организовао је сакупљање нових бораца из Хусина који су отишли на слободну територију и ступли у тада формирану Шесту источнобосанску бригаду. Септембра 1942. године, дошло је до издаје па су усташе ухапсиле десетак Хусињана, међу којима и Јуру и његовог рођака Пеју Керошевића. У затвору су били тучени и малтретирани, али и поред тога ништа нису признали. Усташе су пошто нису желели да сарађују хтеле да их пошаљу у концентрациони логор Јасеновац, али је то спречено на интервенцију угледних грађана Тузле, али и због тога јер је Јуро као рудар и дугогодишњи робијаш био познат у Хусину и његова смрт би изазвала негодовање народа. После пет месеци проведених у тузланском затвору, заједно са још неколико затвореника пуштен је на слободу.
Када су крајем септембра 1943. године јединице НОВЈ извеле Прву тузланску операцију, у којој су Тузлу и околину ослободили од непријатеља, Јуро је ступио у партизане — постао је борац Осамнаесте хрватске источнобосанске бригаде. Најпре се налазио у Штабу бригаде, а потом у њеном Трећем хусинском батаљону, чији је командант био његов синовац Мија Керошевић Гуја. Када је у децембру 1943. године отпочела Шеста непријатељска офанзива Јуро, иако је био у годинама, учествовао је у маршевима и борбама — од Живиница према Озрену и од Озрена до Бирача. У овим изузетно тешким данима бригаде, Јуро је као стари револуционар постављен за политичког комесара Прве чете.
У другој половини јануара 1944. године, учествовао је у Другој тузланској операцији. Половином фебруара Јурина бригада је прешла у Посавину, где је у рејону Модриче, све до половине марта водила борбе са четницима. Његов батаљон напао је четнике у селу Горњој Слатини и ослободио тридесетак бораца које су четници претходно заробили. У другој половини марта његов батаљон је држао положаје на линији Чардак—Гаревац—Модрича и имао задатак да затвори правац који води из Босанског Шамца према Модричи и Градачцу. У априлу Јуро је заједно са осталим борцима из батаљона имао задатак да прати делегате источне Босне на Други конгрес УСАОЈ-а, који је одржан у ослобођеном Дрвару.
Маја 1944. године командант бригаде Фрањо Херљевић и Пашага Манџић Мурат, су Јуру упутили на ослобођену територију у Прњавор, где је радио у Покрајинском комитету КПЈ за Босну и Херцеговину. Потом је у Јајцу прешао у редакцију листа „Ослобођење“. Пред завршетак рата, када је Тузла коначно ослобођена од окупатора, Јуро је од Ђуре Пуцара Старог затражио да напусти редакцију и врати се у Хисуно. По повратку кући, наставио је да ради у руднику — најпре је радио у служби радничког снабдевања у руднику Крека, а потом пословођа продавнице у Букињу. Такође је активно учествовао у изградњи народне власти у Хусину.
Новембра 1966. године када је председник СФРЈ Јосип Броз Тито боравио у посети Тузли и рудницима Креке, изразио је жељу да упозна легендарног рудара и старог револуционара Јуру Керошевића. Умро је 8. маја 1986. године у Тузли. Сахрањен је на спомен-гробљу у Хусину, где су били сахрањени и познати рудари учесници Хусинске буне, као и они пали у току Народноослободилачке борбе.
Читава породица Керошевић припадала је револуционарном радничком и касније Народноослободилачком покрету. Јурина браћа од стрица — Фрањо звани „Бркица“ и Иво звани „Пејо“, такође су били познати партизански борци. Такође познат партизански борац је био и Јурин синовац, односно син његовог брата Фрање — Мијо Керошевић звани „Гујо“, који је био члан СКОЈ-а и партизански борац од 1941. године. Он је погинуо после рата, крајем 1946. године у борби против остатака четничких одметничких група у околини Бијељине и проглашен је за народног хероја.